# Montaione
Montaione là một đô thị ở tỉnh Firenze trong vùng Toscana, tọa lạc khoảng 35 km về phía tây nam của Florence. Tại thời điểm ngày 31 tháng 12 năm 2004, đô thị này có dân số 3.641 người và diện tích là 104,8 km².
Montaione giáp các đô thị sau: Castelfiorentino, Gambassi Terme, Palaia, Peccioli, San Miniato, Volterra.